# Centrale hydroélectrique de Soulom
La centrale hydroélectrique de Soulom est une centrale hydroélectrique dans les Hautes-Pyrénées, département français de la région Occitanie. 
Elle est située en limite sud du village de Soulom, au confluent du gave de Pau et du gave de Cauterets.

## Historique
Les travaux commencèrent en 1911 à Soulom, après une prise d'eau en amont, à la centrale hydroélectrique du Pont de la Reine et la réalisation d'une galerie à écoulement libre de 6300 mètres, d'une chambre d'eau de 2 000 m3 et de trois groupes équipés de turbine Francis avec alternateurs monophasés  la centrale put être opérationnelle en 1913. 
Très vite à cause de la guerre, l’électricité produite dut servir à alimenter des usines d'armement (poudreries de Toulouse et Angoulême).
Plus tard c'est la réalisation de groupes de production de hautes chutes sur le gave de Cauterets. Après une prise d'eau en sortie de l’usine de Calypso (route de Cauterets) et la réalisation d'une galerie à écoulement libre de 3000 mètres, d'une chambre d’eau de 22 000 m3 et de trois groupes équipés de turbines Pelton avec un alternateur monophasé et deux triphasés, cette partie de la centrale fut activée dès 1915.
Au fur et à mesure de l'évolution technique, il sera procédé à l'augmentation des puissances, à la modernisation des bâtiments, aux changements des machines et des équipements. Ainsi en :
- 1942 : remplacement des groupes de production basses chutes
- 1956 : agrandissement de l'usine par les locaux en béton
- 1958 : construction d’un groupe de production de basses chutes avec une turbine Francis et un alternateur de 17 000 kW.
- 1985 : modification des groupes des hautes chutes.
- 1987 : remplacement des conduites forcées des hautes chutes et les turbines Pelton sont remplacées par des Francis et rajouté deux groupes de 10 500 kW

## Captage des eaux et stockage
Cette centrale prélève l'eau d'un barrage en amont de la centrale qui provient de Calypso par une galerie de 3000 mètres.

## Production électrique
Cette centrale affiche une puissance de 30 MW.

## Galerie

Sélection de vues de la centrale.
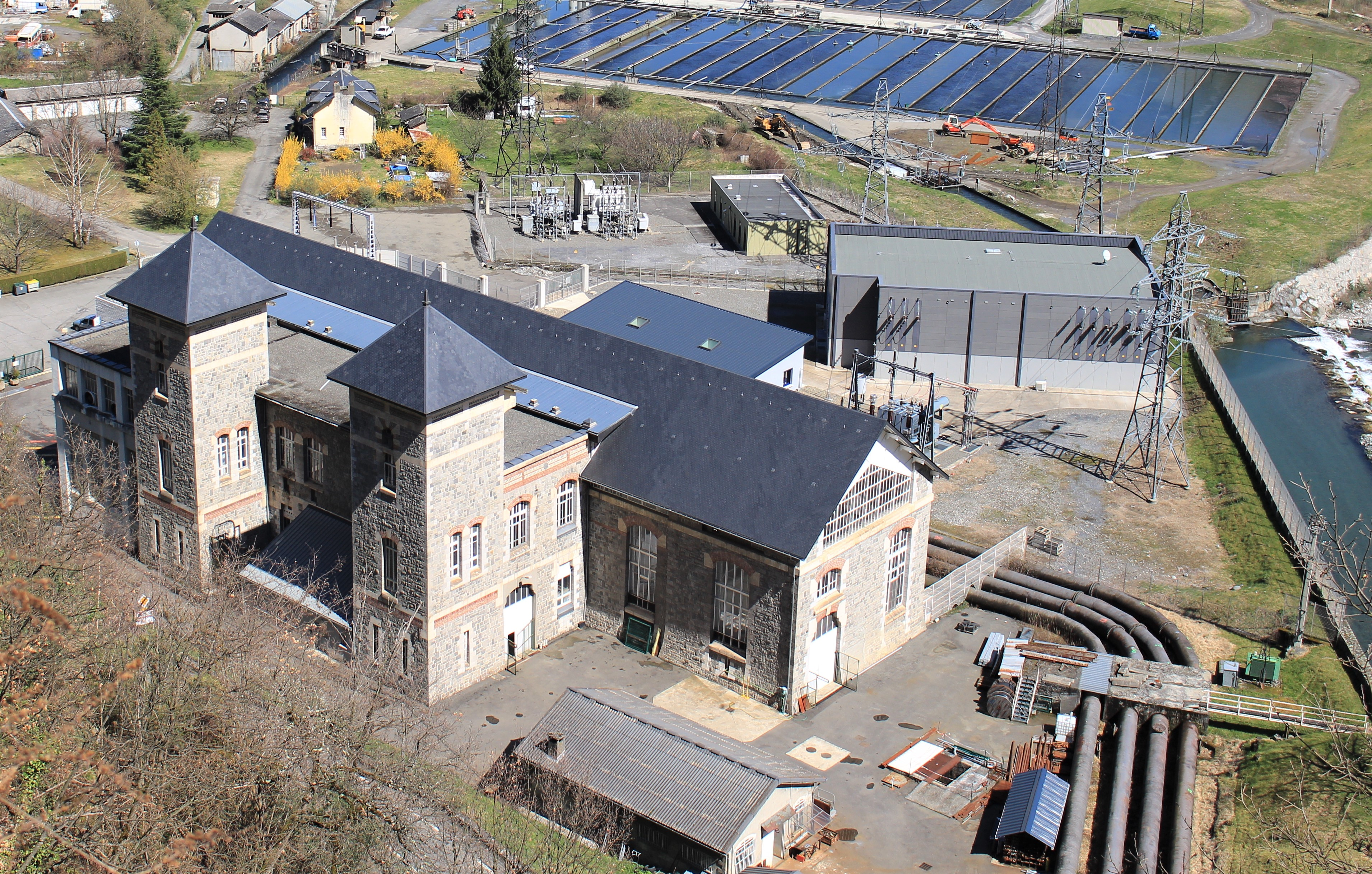
La centrale.
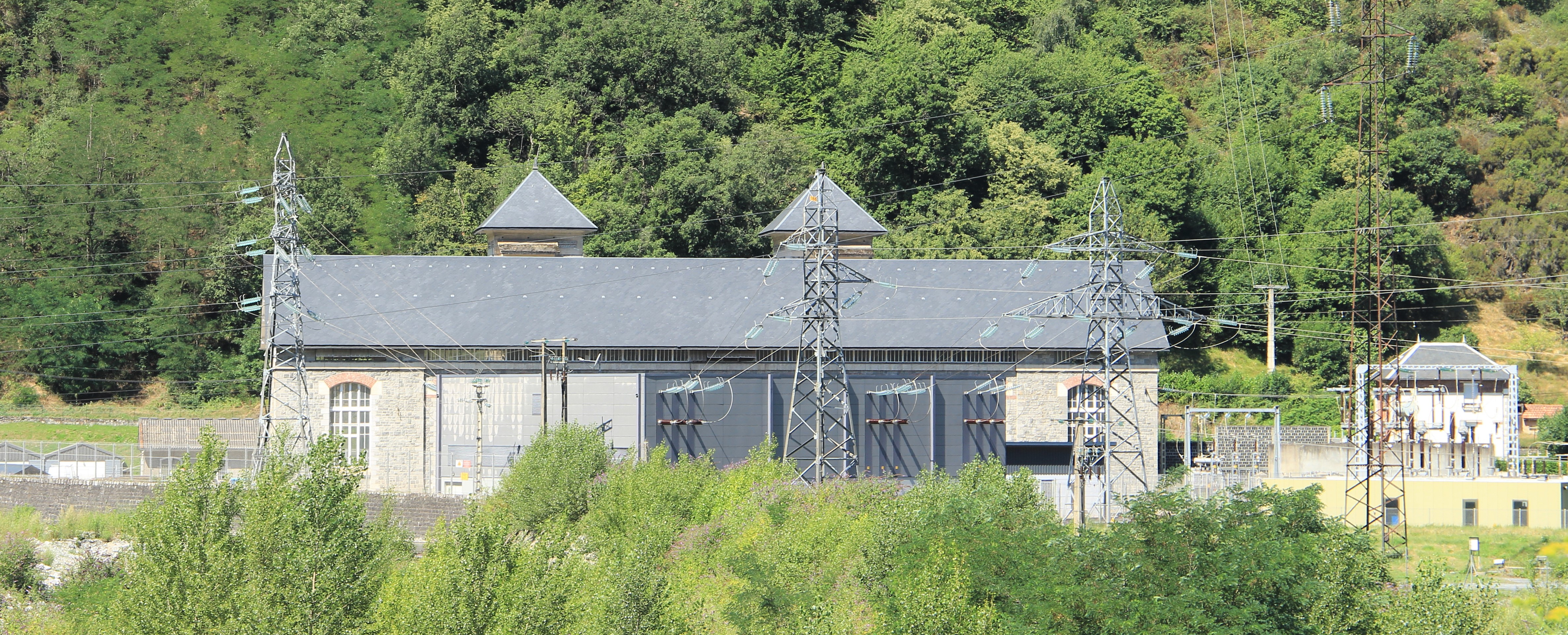
La centrale.
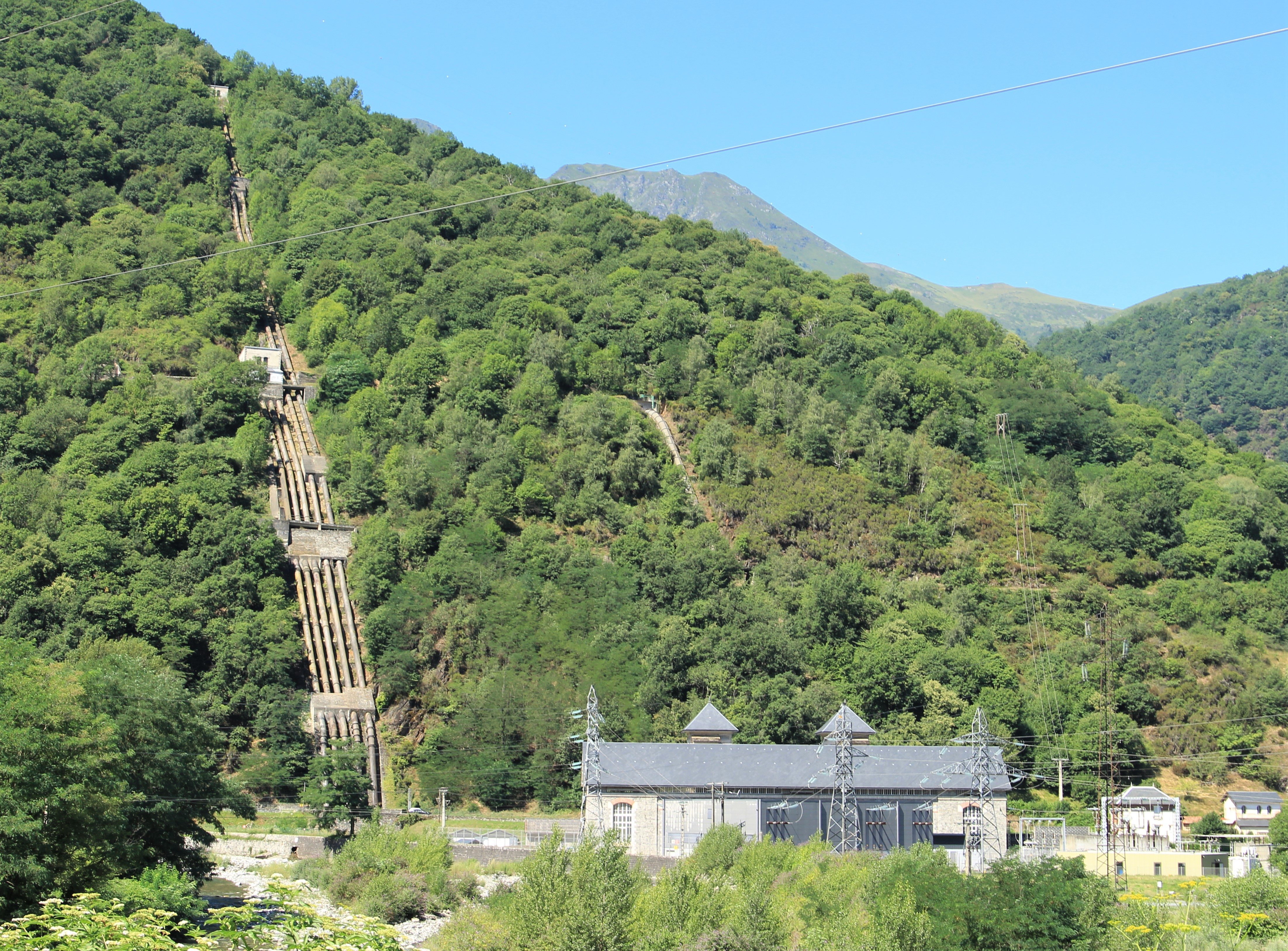
Vue d'ensemble.